# Iti (Pharao)
Iti war ein altägyptischer König (Pharao) der 8. Dynastie.
Er wird in einer Inschrift im Wadi Hammamat sowie einem Graffito genannt. Eine von einem Nikau-Ptah geleitete Expedition sollte Material für seine Pyramide „Die Macht des Iti“ besorgen.